# Nemestrinus bombiformis
Nemestrinus bombiformis är en tvåvingeart som först beskrevs av Josef Aloizievitsch Portschinsky 1891.  Nemestrinus bombiformis ingår i släktet Nemestrinus och familjen Nemestrinidae. Inga underarter finns listade i Catalogue of Life.